# Гасдрубал (онук Магона Великого)
Гасдрубал (фінік. 𐤏𐤆𐤓𐤁𐤏𐤋, *д/н — бл. 450 до н. е.) — державний і військовий діяч Карфагенської держави.

## Життєпис
Походив з династії Магонідів. Син Гасдрубала, рабімаханата карфагенського війська. 510 року до н. е. після загибелі батька опинився під опікою стрийка Гамількара.
З 480 року до н. е. спільно з братами Ганнібалом і Сафоном активно діяв з підкорення лівійських, нумідійських та мавретанських племен. Перебіг походів достеменно невідомо, проте саме Гасдрубал з братом Сафоном і стриєчними братами Гісгоном та Гімільконом вдалося досягти найбільших успіхів, розширивши кордони на південь африки. В цей час підкорено останню фінікійську колонію — Утіку. Ймовірно, у 460-х роках обіймав посаду суфета. Можливо, його сином (або небожем — сином брата Сафона) був Магон II.